# Jan Kommandeur
Jan Kommandeur (Amsterdam, 29 november 1929 – Groningen, 10 mei 2012) was een Nederlands hoogleraar fysische chemie. 

## Loopbaan

### Opleiding en werk
Kommandeur promoveerde in 1958 aan de Universiteit van Amsterdam bij professor Jan Ketelaar op het proefschrift Photoconduction of single crystals of aromatic hydrocarbons. Vervolgens werkte hij drie jaar bij Union Carbide Corporation in de Verenigde Staten. Van 1961 tot 1994 was hij hoogleraar fysische chemie aan de Rijksuniversiteit Groningen.
Begin jaren zeventig was Kommandeur nauw betrokken bij de Vrije Studierichting Chemie die beoogde een brug naar de maatschappij te vormen. Begin jaren tachtig werd de Vrije Chemie ondergebracht in het Instituut voor Energie en Milieu. Kernenergie vormde een van de topics van het instituut. Bij de Nederlandse uitgave van het Kemeny-rapport over het ongeluk in de kerncentrale van Harrisburg schreef Kommandeur het voorwoord.
Onderwijsvernieuwing en streven naar toponderzoek waren andere onderwerpen waarmee Kommandeur naar voren trad. Zie bijvoorbeeld een stuk van Ulco Kooystra in het Chemisch Weekblad van 31 oktober 1991 (nr. 44, p. 440) en de lezing van Ton van Helvoort ‘Het illustere duo Wijnberg - Kommandeur: Amerikanisering van de universitaire chemie avant la lettre’, gehouden in juni 2016 tijdens de CHG-bijeenkomst '250 jaar chemie onder de Martinitoren'.

### De Jonge Onderzoekers
In 1970 richtte Kommandeur de Stichting de Jonge Onderzoekers Groningen op met als doel jongeren te interesseren voor techniek en wetenschap. Sinds 2003 looft de Rijksuniversiteit Groningen ieder jaar de Jan Kommandeurprijs uit aan middelbare scholieren.

### Benoeming
Jan Kommandeur werd in 1981 benoemd tot lid van de afdeling natuurkunde van de Koninklijke Nederlandse Akademie van Wetenschappen (KNAW). Hij was van 1987-1994 lid van de Adviesraad voor Wetenschaps- en Technologiebeleid. Hij werd in 1993 onderscheiden als Ridder in de Orde van de Nederlandse Leeuw.